# Heiko Schier

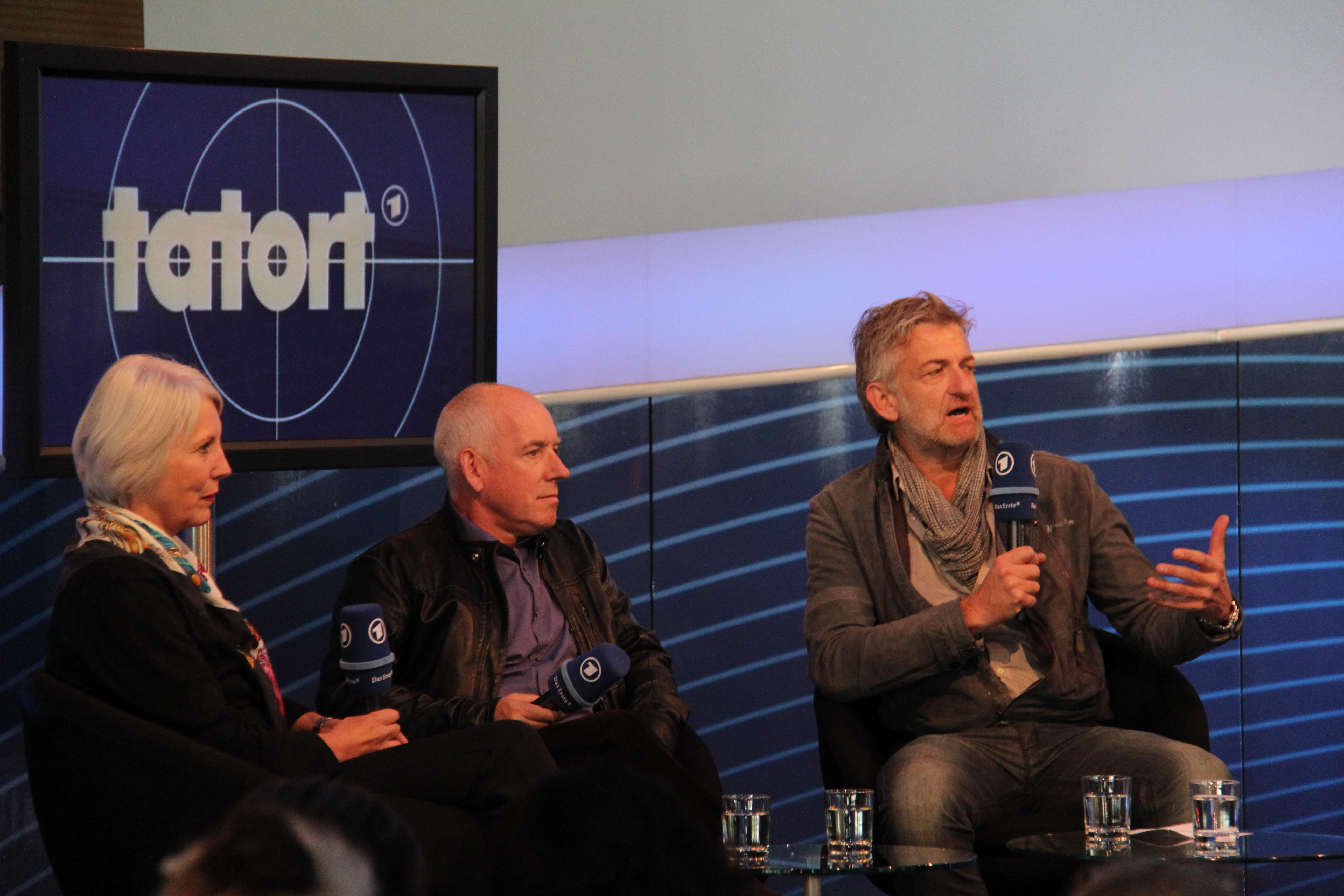
Josephine Schröder-Zebralla, Heiko Schier und Dominic Raacke auf der Frankfurter Buchmesse 2011

Heiko Schier (* 10. Februar 1954 in Düsseldorf) ist ein deutscher Regisseur und Drehbuchautor.

## Leben
In den 1970er Jahren war Heiko Schier am Schauspielhaus Bochum als Regie- und Dramaturgieassistent bei Peter Zadek engagiert, folgte dann dem Chefdramaturgen Burkhart Mauer an die Freie Volksbühne Berlin, wo er zuletzt als Dramaturg arbeitete.
In den 1980er und 1990er Jahren machte er sich vor allem als Autorenfilmer in der Nachfolge des „Jungen Deutschen Films“ einen Namen. Er drehte auch Experimentalfilme wie Führer durch die Welt und Leitmotiv. Mehrere Filme spiegeln die Auswirkungen der damals aktuellen politischen Situation in den Lebenslinien der Alltagsmenschen wider: Wedding, Wer hat Angst vor RotGelbBlau? und Alles Lüge.
In Der Zeit wurde Schier 1991 wie folgt beschrieben: „Schier zeigt (…) intelligente Filme über Deutschland, genau, unterhaltsam und ironisch, und vor allem: leicht. (…) Heiko Schier macht Filme über Lebenswege: wie man wurde, was man ist, wie man sich in bestimmten Situationen entscheidet und wohin das führt. In seinen Filmen erfährt man etwas über Liebe, über Musik, über Zusammensein und Verlassenwerden und über Geld, und wie das alles zusammenwirkt und ‚die Welt‘ ergibt.“

## Filmografie (Auswahl)
| Regie und Drehbuch - 1982/1983: Leitmotiv (auch Produktion) - 1984: Führer durch die Welt - 1986: 585 Kilohertz - 1987/1988: Monopoly - 1989: Wedding - 1990/1991: Wer hat Angst vor RotGelbBlau? - 1992: Alles Lüge - 1995: Freundinnen - 2009: Jetzt sind wir dran - 2011: Tatort: Mauerpark | Drehbuch - 2005 Kein Himmel über Afrika - 2007 Die Varusschlacht - 2016 Die Nibelungen (Serienkonzept) - 2017 Romeo und Julia in Neukölln - 2012/19 Die Entdeckung der Langsamkeit (nach dem Roman von Sten Nadolny) - 2020 Dürer |